# Thy Cykle Ring
Thy Cykle Ring (в переводе с дат. — «Велосипедное кольцо Тю») — датский любительский велосипедный клуб, базирующийся в городе Тистед (Северная Ютландия, район Тю). Член велоспортивного союза Дании (DCU).

## История
Клуб был основан 13 апреля 1959 года под названием Hurup Cykle Ring. В организации клуба принимал участие 16-летний активист, Кристиан Баун.
В 2015 году Thy Cykle Ring выступал организатором командной гонки чемпионата Дании (DM) и этапа Кубка Дании.
Клуб зарегистрирован в марте 2023 года как добровольная ассоциация (Frivillig forening) с CVR 29254443. Председатель клуба — Оле Иверсен (дат. Ole Iversen).
В 2023 году клуб добавил гонку Sparekassen Thy‑løbet в серию «Три дня на севере».

## Членство
На сайте клуба и в отдельных публикациях подчёркивается открытость клуба и доступность как для детей, так и для взрослых, включая возможность взять напрокат велосипеды для новичков. Основной акцент клуб делает на вовлечении молодёжи и целых семей, в том числе с помощью открытых мероприятий, таких как гонка Medaljeløb и семейных велодней. Членство в клубе возможно с 7 лет.
Основной тренировочный день проводится по средам, с 17:00 до 18:30 на закрытой тренировочной площадке по адресу Lerpyttervej 17. Якоб Кортбек занимает должность тренера и отвечает за тренировочный процесс, особенно для молодёжи.
Организация мероприятий осуществляется при координации с председателем клуба.

## Мероприятия
- Sparekassen Thy‑løbet — ключевое ежегодное соревнование, в 2023 году эта гонка собрала 750 участников из 15 стран[8], с 2017 года входит в серию «Три дня на севере».
- Lønnerup Fjord Grand Prix: проводилась в августе 2024 года, включала 8 кругов для взрослых и 4 круга для детей до 15 лет.
- Medaljeløb — детско‑юношеское открытое бесплатное мероприятие с вручением медалей и призов, проводится на Thisted Køretekniske Anlæg[5].
- En Forårsdag i Thy — семейное спортивное мероприятие, где клуб участвовал как команда в 2016 году[9].

## Известные члены клуба
Выпускниками клуба являются Йетте Фульсанг, Михаэль Вальгрен и победитель Тур де Франс 2022 и 2023, Йонас Вингегор, который начинал в Thy Cykle Ring и провёл в клубе пять сезонов.
Вальгрен начал карьеру в клубе в возрасте 12 лет, где вскоре проявился его талант. Он стал победителем Амстел Голд Рейс, выступая за Astana Pro Team.
В 2025 году спортсмены клуба завоевали 17 побед, что стало рекордным достижением за почти 66-летнюю историю. Среди выдающихся участников — 14-летний Бенджамин Вестербек, который в 2025 году выиграл 8 гонок, включая спринтерскую победу в Скиве и индивидуальную гонку в Эсбьерге.